# Chaumont-sur-Tharonne
Chaumont-sur-Tharonne és un municipi francès, situat al departament del Loir i Cher i a la regió de Centre – Vall del Loira. L'any 2007 tenia 1.075 habitants.

## Demografia

### Població
El 2007 la població de fet de Chaumont-sur-Tharonne era de 1.075 persones. Hi havia 443 famílies, de les quals 125 eren unipersonals (28 homes vivint sols i 97 dones vivint soles), 149 parelles sense fills, 133 parelles amb fills i 36 famílies monoparentals amb fills.
La població ha evolucionat segons el següent gràfic:
Habitants censats

### Habitatges
El 2007 hi havia 1.340 habitatges, 462 eren l'habitatge principal de la família, 848 eren segones residències i 30 estaven desocupats. 1.304 eren cases i 33 eren apartaments. Dels 462 habitatges principals, 324 estaven ocupats pels seus propietaris, 103 estaven llogats i ocupats pels llogaters i 35 estaven cedits a títol gratuït; 5 tenien una cambra, 34 en tenien dues, 96 en tenien tres, 125 en tenien quatre i 202 en tenien cinc o més. 361 habitatges disposaven pel capbaix d'una plaça de pàrquing. A 205 habitatges hi havia un automòbil i a 201 n'hi havia dos o més.

### Piràmide de població
La piràmide de població per edats i sexe el 2009 era:
| Homes | Edats   | Dones |
| ----- | ------- | ----- |
| 0     | 95 o +  | 0     |
| 4     | 90 a 94 | 16    |
| 4     | 85 a 89 | 20    |
| 8     | 80 a 84 | 16    |
| 36    | 75 a 79 | 48    |
| 16    | 70 a 74 | 28    |
| 24    | 65 a 69 | 20    |
| 32    | 60 a 64 | 16    |
| 20    | 55 a 59 | 36    |
| 52    | 50 a 54 | 32    |
| 40    | 45 a 49 | 32    |
| 40    | 40 a 44 | 40    |
| 24    | 35 a 39 | 44    |
| 48    | 30 a 34 | 20    |
| 36    | 25 a 29 | 48    |
| 40    | 20 a 24 | 12    |
| 28    | 15 a 19 | 44    |
| 32    | 10 a 14 | 32    |
| 44    | 5 a 9   | 4     |
| 24    | 0 a 4   | 36    |

## Economia
El 2007 la població en edat de treballar era de 673 persones, 516 eren actives i 157 eren inactives. De les 516 persones actives 474 estaven ocupades (255 homes i 219 dones) i 41 estaven aturades (24 homes i 17 dones). De les 157 persones inactives 54 estaven jubilades, 47 estaven estudiant i 56 estaven classificades com a «altres inactius».

### Ingressos
El 2009 a Chaumont-sur-Tharonne hi havia 471 unitats fiscals que integraven 1.103,5 persones, la mediana anual d'ingressos fiscals per persona era de 19.345 €.

### Activitats econòmiques
Dels 54 establiments que hi havia el 2007, 1 era d'una empresa alimentària, 1 d'una empresa de fabricació de material elèctric, 2 d'empreses de fabricació d'altres productes industrials, 9 d'empreses de construcció, 13 d'empreses de comerç i reparació d'automòbils, 1 d'una empresa de transport, 8 d'empreses d'hostatgeria i restauració, 1 d'una empresa financera, 2 d'empreses immobiliàries, 5 d'empreses de serveis, 6 d'entitats de l'administració pública i 5 d'empreses classificades com a «altres activitats de serveis».
Dels 16 establiments de servei als particulars que hi havia el 2009, 1 era una oficina de correu, 2 tallers de reparació d'automòbils i de material agrícola, 3 paletes, 1 fusteria, 3 lampisteries, 2 electricistes, 1 perruqueria i 3 restaurants.
Dels 5 establiments comercials que hi havia el 2009, 1 era una botiga de més de 120 m², 1 una botiga de menys de 120 m², 1 una fleca, 1 una peixateria i 1 una perfumeria.
L'any 2000 a Chaumont-sur-Tharonne hi havia 9 explotacions agrícoles que ocupaven un total de 318 hectàrees.

## Equipaments sanitaris i escolars
L'únic equipament sanitari que hi havia el 2009 era una farmàcia.
El 2009 hi havia una escola elemental.

## Poblacions més properes
El següent diagrama mostra les poblacions més properes.